# Anders Grönhagen
Anders Grönhagen (Gudmundrå, 22 maggio 1953) è un allenatore di calcio ed ex calciatore svedese, di ruolo attaccante.

## Carriera

### Giocatore

#### Club
Grönhagen giocò con le maglie di GIF Sundsvall (in due circostanze distinte) e Djurgården.

#### Nazionale
Giocò 18 partite per la Svezia, con 4 reti; una di esse, segnata nello scontro diretto al Parco dei Principi in piena zona Cesarini ed in contropiede, costò alla nazionale francese (che schierava Michel Platini) la qualificazione ai campionati europei del 1976.

### Allenatore
Grönhagen allenò il GIF Sundsvall, il Sundsvall, il Djurgården, l'Elfsborg, il Brommapojkarna, nuovamente il Djurgården e poi il Fredrikstad.